# Il ritorno di Clint il solitario
Il ritorno di Clint il solitario è un film del 1972 diretto da Alfonso Balcázar (al suo ultimo film da regista). È il sequel del film Clint il solitario del 1967.

## Trama
L'ex pistolero Clint Murrayson cambia vita, tornando così, nella sua vecchia casa, accolto tiepidamente dalla famiglia. Per dimostrare ai suoi cari la redenzione, l'uomo si dedica completamente alle faccende domestiche. Sulla testa del cowboy pende ancora una taglia. Scott, uno spietato bounty killer, segue le sue tracce. Per difendere i figli e la moglie, Clint riprende in mano le pistole.

## Produzione
Il personaggio di Clint era già comparso sul grande schermo nel 1967 (Clint il solitario). La maggior parte delle scene sono state girate nei laboratori romani Elios Film. Alcuni dizionari cinematografici accreditano una co-regia di George Martin. Si tratta dell'ultimo lungometraggio diretto da Alfonso Balcázar.

## Distribuzione
È uscito nelle sale italiane a partire dal 12 dicembre 1972.
Il film è stato distribuito, successivamente, all'estero. Negli Stati Uniti d'America è conosciuto come There's a Noose Waiting for You... Trinity. Il titolo della pellicola fa riferimento, per il successo commerciale, alla saga di Trinità, sebbene la trama non abbia nulla a che vedere con il personaggio di Barboni.

## Colonna sonora
La musica è stata composta e diretta dal maestro Ennio Morricone.
Il tema principale è stato edito, in seguito, nel cofanetto Complete Spaghetti Westerns (edizioni Deja Vu Definitive Gold).

## Accoglienza
Giudicato negativamente dalla critica, è considerato, in generale, uno spaghetti western tardivo e malinconico.